# Aïre GE
| GE ist das Kürzel für den Kanton Genf in der Schweiz. Es wird verwendet, um Verwechslungen mit anderen Einträgen des Namens Aïre zu vermeiden. |

Aïre ist eine Ortschaft in den Gemeinden Vernier und Genf im Kanton Genf in der Schweiz. Aïre liegt am rechten Ufer der Rhone in einer Flussschleife.

## Geschichte

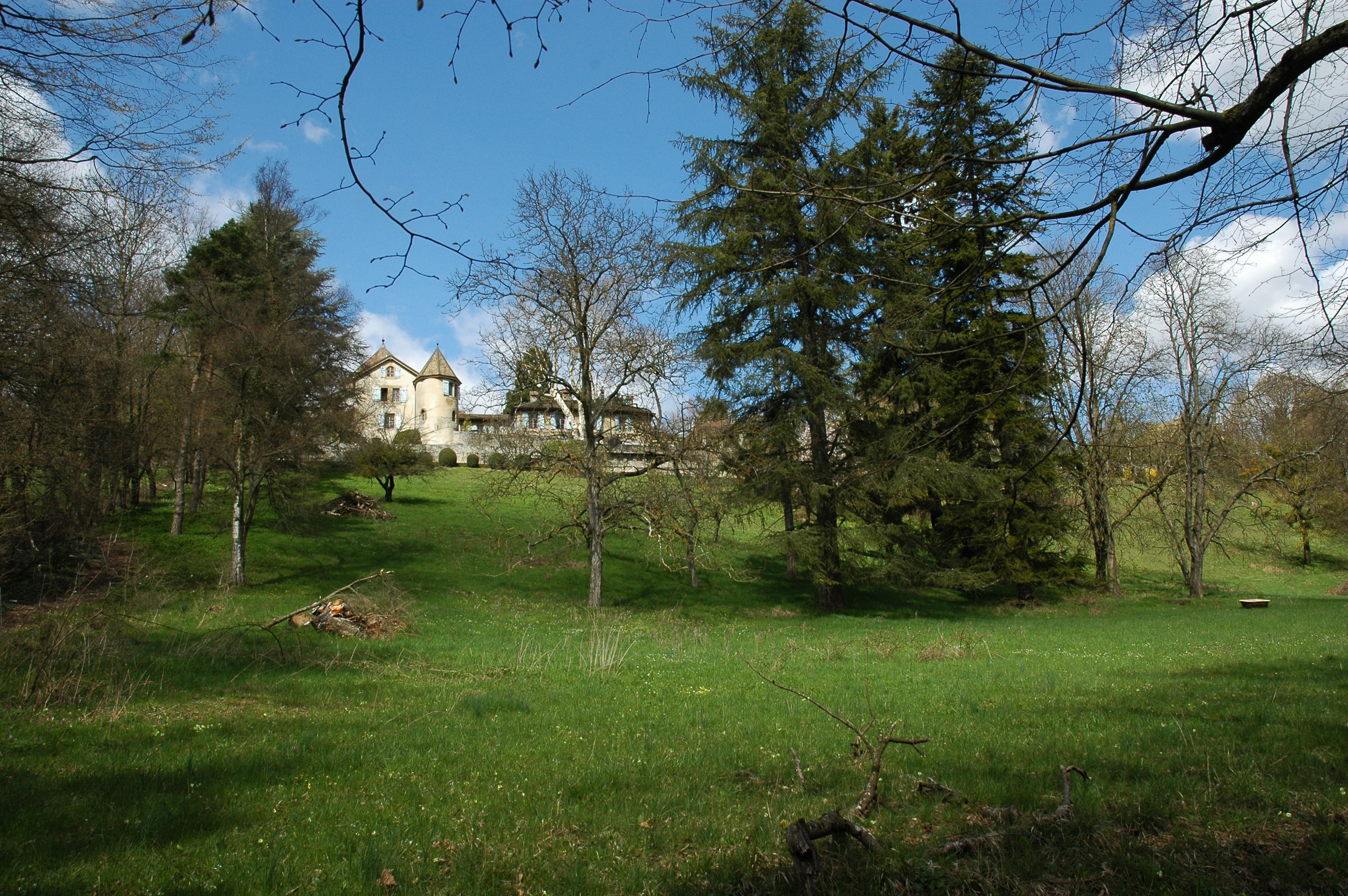
Schloss Aïre

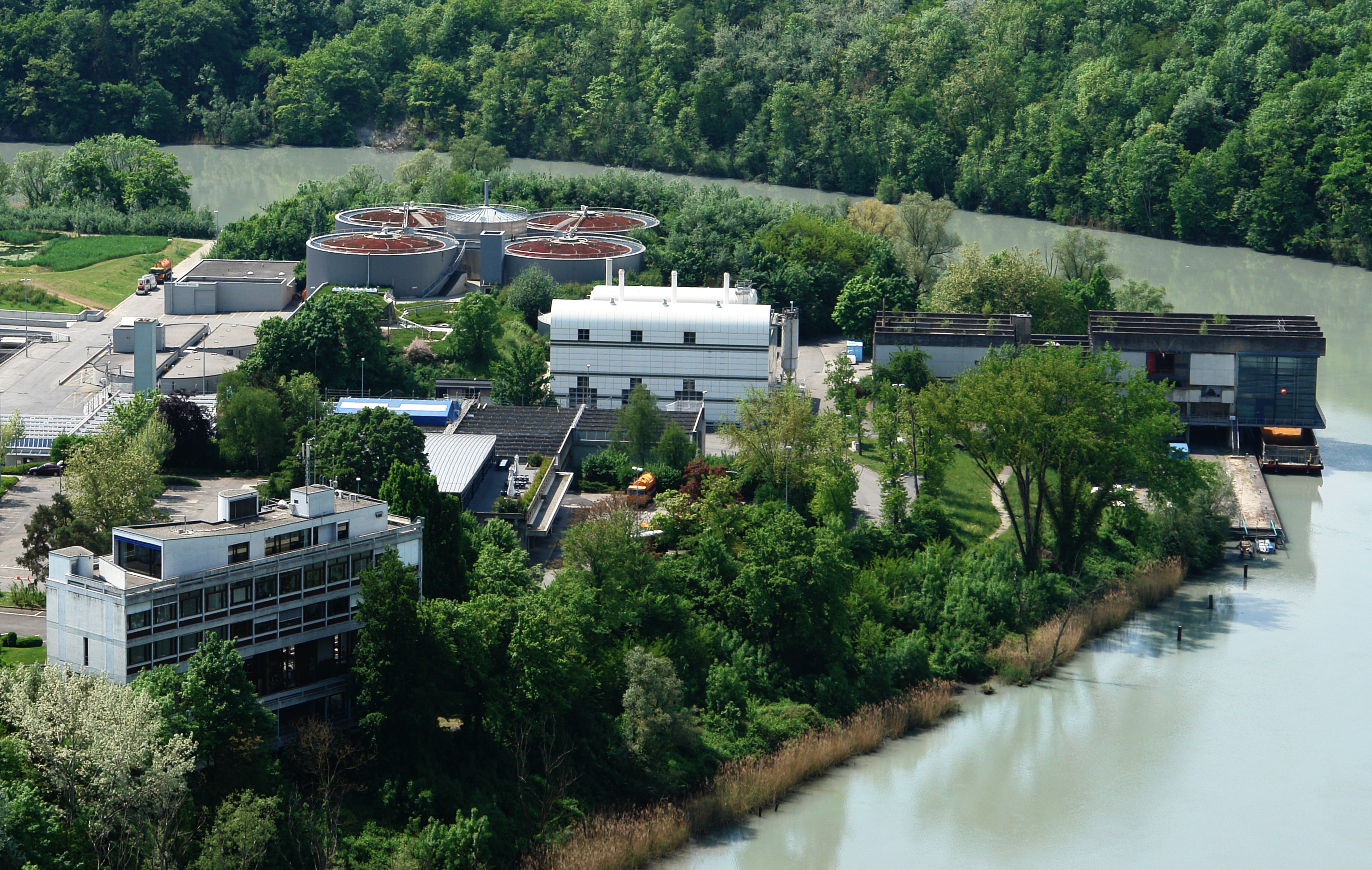
Kläranlage Aïre

In Aïre wurden bronzezeitliche Siedlungsspuren gefunden. Der Ort wurde 1317 als Aeyria erstmals erwähnt. Im Mittelalter war der Grossteil der Güter in Aïre im Besitz der Propstei Saint-Jean, die auch den Zehnten erhob.
Kirchlich gehörte Aïre zur Pfarrei Saint-Gervais. 1536 wurde es der reformierten Kirchgemeinde Vernier zugeteilt, einer Filiale Meyrins. Von da an ist die Geschichte Aïres mit der von Vernier identisch. Seit  1816 ist Vernier eine Gemeinde des Kantons Genf.
Im Ancien Régime wurde in Aïre vor allem Landwirtschaft betrieben. Einige konzessionierte Goldwäscher beuteten die Rhone aus. In den 1930er-Jahren entstanden in der Siedlung Coin de Terre Häuser für Familien mit bescheidenem Einkommen. Die Gartenstadt von Aïre (Cite jardin d’Aïre), eine 1923/24 errichtete Arbeitersiedlung von kleinen Häusern mit Gärten, liegt auf dem Gebiet der Stadt Genf. Die Grosskläranlage Station d’épuration des eaux usées d’Aïre wurde 1967 in Betrieb genommen.

## Bevölkerung
Im Jahr 1992 hatte Aïre 1685 Einwohner. Seither hat die Bevölkerung stark zugenommen, was auf den Bau neuer Wohnungen zurückzuführen ist, bei denen es sich hauptsächlich um Einfamilienhäuser handelt. Im Jahr 2005 wurden 2239 Einwohner gezählt, was etwas mehr als 7 Prozent der Bevölkerung Verniers entspricht.